# Mandovszky Richárd
Mandovszky Richárd Judel (Annaberg, Poroszország, 1868. március 4. – Budapest, 1927. március 15.) magyar újságíró. Mandovszky Manfréd újságíró bátyja.

## Élete
Mandovszky Sándor (1838–1881) a poroszországi Hultschinből származó ügynök és Englisch Berta (1841–1914) fia. Újságírói pályafutását a Temesvarer Zeitungnál kezdte, később Aradon az Arad és Vidéke című lapnál dolgozott. Az 1870-es években a Neues Politische Volksblatt műszaki vezetője és országgyűlési tárgyalások írója volt. 1893-tól Budapesten az ellenzéki Magyarország munkatársa, politikai riportere és Széll Kálmán, Bánffy Dezső és Tisza István bizalmas újságírója volt. 1904-től a Neues Pester Journal belpolitikai rovatvezetője és számos külföldi lap – Zeit, Neues Wiener Journal, Agramer Zeitung – budapesti tudósítójaként működött. Egyik alapítója a Külföldi Laptudósítók Szindikátusának.

## Magánélete
Felesége, Fogl Róza (1869–1927) írónő volt, Fogl Manó és Gáll Anna lánya, akivel 1897. március 14-én Bécsben kötött házasságot.
Lánya Mandovszky Gertrúd (1904–1958), veje Gál László mérnök volt.